# Ош'я-Тау
Ош'я́-Та́у (рос. Ошья-Тау, башк. Ушъятау) — присілок у складі Янаульського району Башкортостану, Росія. Входить до складу Новоартаульської сільської ради.
Населення — 19 осіб (2010; 22 у 2002).
Національний склад:
- башкири — 59 %